# Бабин Лог
Бабин Лог (рос. б. Бабин Лог) — балка (річка) в Україні у Первомайському районі Харківської області. Права притока річки Береки (басейн Азовського моря).

## Опис
Довжина балки приблизно 4,27 км, найкоротша відстань між витоком і гирлом — 3,73  км, коефіцієнт звивистості річки — 1,14 . Формується декількома балками та загатами.

## Розташування
Бере початок на північно-східній околиці села Нове. Тече переважно на північний схід через село Береку і впадає у річку Береку, праву притоку Сіверського Дінця.

## Цікаві факти
- У XIX столітті на балці у минулій слободі Верхня Берека[3] існувало багато вітряних млинів[3].